# マトモニンゲン!?YES・NO!
『マトモニンゲン!?YES・NO!』（マトモニンゲン イエス・ノー）は、テレビ朝日の『ドスペ2』枠で不定期放送されていたバラエティ番組。全3回。

## 概要
スタジオに芸能人パネラーと500人の一般人を集め、芸能人と一般人の常識のズレを検証。質問とトークのテーマは、深夜番組らしく恋愛やセックスに関するものが多かった。

## タイトル・放送日
いずれもテレビ朝日での放送日。
1. マトモニンゲン!?YES・NO! 〜真夜中の史上最大国民意識調査〜（2004年11月27日）
2. マトモニンゲン!?YES・NO! 〜真夜中の史上最大国民意識調査2〜（2005年3月19日）
3. マトモニンゲン!?YES・NO III 〜女性芸能人vs国民女性500人 私ってズレてますか?! SP〜（2005年9月3日）

## 出演者

### 司会
- 堤下敦（インパルス）

### パネラー
- 板倉俊之（インパルス）
- ゲストの芸能人パネラー5人前後